# Francesco Bidognetti
Francesco Bidognetti (Casal di Principe, 29 gennaio 1951) è un mafioso italiano. Appartenente al clan dei Casalesi, boss e braccio destro di Francesco Schiavone.  

## Attività criminali
Nato nel 1951 a Casal di Principe, soprannominato Cicciotto 'e Mezzanotte, nel dicembre 1980 sfuggì all'agguato che costò la vita dell’insegnante Filomena Morlando perché Bidognetti la utilizzò come scudo umano. Viene arrestato per prima volta il 13 dicembre 1990 e poi il 18 dicembre 1993; è attualmente recluso sotto il regime del 41 bis. Nel clan le sue attività criminali convergevano principalmente sullo smaltimento illegale dei rifiuti urbani, industriali e tossici, attività per cui è noto alla Magistratura già all'inizio degli anni novanta. Nel ottobre 1993 ordina di far ammazzare il medico Gennaro Falco, colpevole di non aver diagnosticato in tempo una neoplasia alla prima moglie, Teresa Tamburrino. Per l'omicidio del medico qualche anno dopo viene accusato uno dei figli di Francesco Bidognetti, Raffaele, per questo arrestato.
La compagna, Anna Carrino, fu arrestata nel 2007 con l'accusa di fare da tramite tra il marito recluso e il clan recapitando pizzini. Grazie alle sue rivelazioni, nell'aprile del 2008, vengono emesse 52 ordinanze di custodia cautelare nei confronti di altrettanti affiliati al clan tra cui il figlio Raffaele. Il clan per ritorsione ferisce in un agguato la nipote anche se si presume che l'obiettivo fosse la madre della ragazza, sorella della Carrino.
La sua amante, Angela Barra, egemone nel territorio di Teverola, curava le alleanze politiche ed economiche del clan.
Un nuovo provvedimento di custodia viene emesso dalla DIA di Napoli l'11 dicembre 2012 con l'accusa di disastro ambientale. Bidognetti avrebbe avvelenato falde acquifere per favorire il clan dei Casalesi.

## Processo Spartacus
Nel giugno del 2008 la sentenza d'appello del primo troncone del processo Spartacus, che vede imputati 37 tra boss e affiliati, condanna all'ergastolo Bidognetti, Schiavone e altri 14 boss del clan, e pene minori per gli affiliati, per un totale di 700 anni di reclusione. Anche gli allora latitanti Michele Zagaria e Antonio Iovine furono condannati. Al processo hanno testimoniato 500 persone ed è durato dieci anni durante i quali sono state uccise 5 persone coinvolte a vario titolo nel processo tra cui un interprete.
Il processo si è concluso il 15 gennaio 2010 con la sentenza della Cassazione, che ha colpito duramente i vertici dei Casalesi, fra i quali, appunto, Francesco Bidognetti.

## Le intimidazioni alla luce del sole
Nel marzo del 2008, attraverso i propri legali in aula, Francesco Bidognetti accusa il Pubblico Ministero della DDA Raffaele Cantone di influenzare i pentiti e lo scrittore Roberto Saviano e la giornalista del Mattino Rosaria Capacchione di essere dei «prezzolati» della Procura.
Il figlio Gianluca, 20 anni, detto Nanà, è stato arrestato il 21 novembre 2008; il 31 maggio 2008 aveva tentato di uccidere la sorella dell'ex convivente di Bidognetti, oggi divenuta collaboratrice di giustizia. Nel 2009, Gianluca Bidognetti è stato condannato a 8 anni di reclusione per associazione mafiosa, tentato omicidio ed estorsione aggravata.

## Rapporti con la politica
Francesco Bidognetti lanciò un'accusa, promettendo di rivelare i nomi dei parlamentari «colpevoli quanto lui».

## Pentimento della moglie
L'8 ottobre 2012 Anna Carrino, convivente di Bidognetti, collaboratrice di giustizia dal 2008, confessa di aver fatto uccidere nel 2002, Antonio Petito, 20 anni, falegname, anche lui di Casal di Principe, per futili motivi.

## Famiglia
- Aniello Bidognetti: figlio, avuto da Teresa Tamburrino
- Raffaele Bidognetti, detto 'o Puffo: figlio, avuto da Teresa Tamburrino
- Katia Bidognetti: figlia, avuta da Anna Carrino
- Gianluca Bidognetti: figlio, avuto da Anna Carrino
- Teresa Bidognetti: figlia, avuta da Anna Carrino
- tre figlie avute da Angela Barra
- Michele Bidognetti: fratello di Francesco, è stato arrestato nell'aprile 2009
- Umberto Bidognetti: zio di Francesco e padre di Domenico, incensurato, venne ucciso il 2 maggio 2008 a Castelvolturno
- Domenico Bidognetti: cugino di Francesco, figlio di Umberto, è collaboratore di giustizia dal 2008